# Zwaagdijk-West
Zwaagdijk-West est un village de la province de Hollande-Septentrionale aux Pays-Bas. Elle fait partie de la commune de Medemblik. Jusqu'au 1er janvier 2007, Zwaagdijk-West faisait partie de la commune de Wognum. 
La ville a une population de 225 habitants. Le district statistique (ville et campagne environnante) compte 530 habitants (2005).